# Voyageurs dans une forêt
Voyageurs dans une forêt ou La Missive – en italien Viaggiatori nel bosco – est un tableau réalisé par le peintre italien Dosso Dossi vers 1520. De format carré, cette huile sur toile marouflée sur bois représente cinq hommes voyageant dans une forêt : un vieillard barbu monté sur une mule, un interlocuteur assis sur un âne, deux fantassins qui les précèdent à pied et un troisième fermant le convoi. Legs de Jean Gigoux en 1894, l'œuvre est conservée au musée des Beaux-Arts et d'Archéologie de Besançon, à Besançon, dans le Doubs, en France.

## Historique
Comme en témoignent les écoinçons, où les pigments sont différents de ceux employés pour exécuter le disque central, la peinture était auparavant un tondo. Elle devait servir à la décoration d'une propriété de la maison d'Este : le château d'Este ou une villa. Avant qu'elle ne soit rendue à son créateur véritable, elle était autrefois attribuée à Giorgione ou Titien.